# Lucien Blin
Lucien Blin (né le 25 octobre 1906 au Mans, mort le 20 septembre 1975) est un compositeur français de musique pour orgue. 
Il a notamment composé un morceau intitulé Recueillement.
Il est à l'origine de la création en 1942 de l'école municipale de musique de Nogent-le-Rotrou.